# Albert Kahn (banquier)
Pour les articles homonymes, voir Kahn et Albert Kahn.
Albert Kahn, né Abraham Kahn le 3 mars 1860 à Marmoutier, en Alsace, et mort le 14 novembre 1940 à Boulogne-Billancourt, est un banquier et philanthrope français. Il a rassemblé un important fonds iconographique intitulé Archives de la Planète, collection constituée d'autochromes (photographies en couleurs sur plaques de verre) la plus importante au monde, et de films en noir et blanc, fonds conservé au musée départemental Albert-Kahn.

## Jeunesse alsacienne, puis vie parisienne

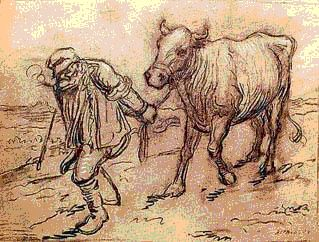
Alphonse Lévy, Le marchand de bétail.

Fils de Louis Kahn, marchand de bestiaux juif alsacien de Marmoutier, et aîné de quatre frères et sœurs, Abraham Kahn perd sa mère Babette Bloch en 1870. L'année suivante, le Traité de Francfort consacre la défaite de la France face à la Prusse et ses alliés et la création de l'Empire allemand qui annexe lea Nord-est de la Lorraine et  la casi-totalité de l'Alsace par l'Empire allemand. Même si sa famille n'appartient pas à la bourgeoisie commerçante et citadine, elle n'est pas pauvre (elle possède un patrimoine mobilier et immobilier notable).
Comme beaucoup d'Alsaciens ruraux ne pouvant abandonner leurs biens, Louis Kahn n'opte pas pour la France à la suite du traité de Francfort de 1871, devenant donc allemand ainsi que ses enfants. Après avoir fréquenté l'école juive du village, Abraham étudie de 1873 à 1876 au collège voisin de Marmoutier à Saverne (alors nommé Collegium zu Zabern). Le 20 novembre 1876, âgé de 16 ans, il obtient de l'Allemagne un permis d'émigration en France. L'usage de son prénom français, Albert, en lieu et place de son prénom biblique daterait peut-être de cette époque.
Arrivé à Paris à l'âge de 16 ans, il travaille quelque temps chez un tailleur-confectionneur de la rue du Faubourg-Montmartre, avant d'entrer à la banque des frères Edmond et Charles Goudchaux en 1878, succursale de l'établissement fondé à Metz en 1840 par leur père Matthieu. Tout en gagnant sa vie, Albert Kahn reprend sa scolarité interrompue, puis ses études supérieures, en se faisant aider d'Henri Bergson, alors élève à l'École normale supérieure, avec qui il noue des liens pour le reste de son existence. Il est reçu au baccalauréat ès lettres en 1881, échoue au baccalauréat ès sciences, obtient en 1884 une licence en droit. Le 30 juin 1885, il est réintégré par décret dans la qualité de Français.
Fondé de pouvoir chez Goudchaux & Cie, entre 1889 et 1893, il fait fortune en spéculant sur les actions des compagnies d'or et de diamant du Transvaal. Le 29 décembre 1891, il devient le principal associé de la Banque Goudchaux et Cie ; le 2 mai 1898 c'est la création de son propre établissement bancaire dont le siège est à la même adresse que la Banque Goudchaux : 102 rue de Richelieu. Albert Kahn oriente alors ses placements financiers vers l'Extrême-Orient, plus particulièrement le Japon, où il contracte de nombreux prêts qui assurent sa fortune dans les années 1890. C'est alors qu'il noue des contacts étroits avec Motono Ichirō (en), l'ambassadeur du Japon à Paris, et au plus haut niveau avec la famille impériale, qu'il recevra plus tard dans ses propriétés,.

## Jardins du monde

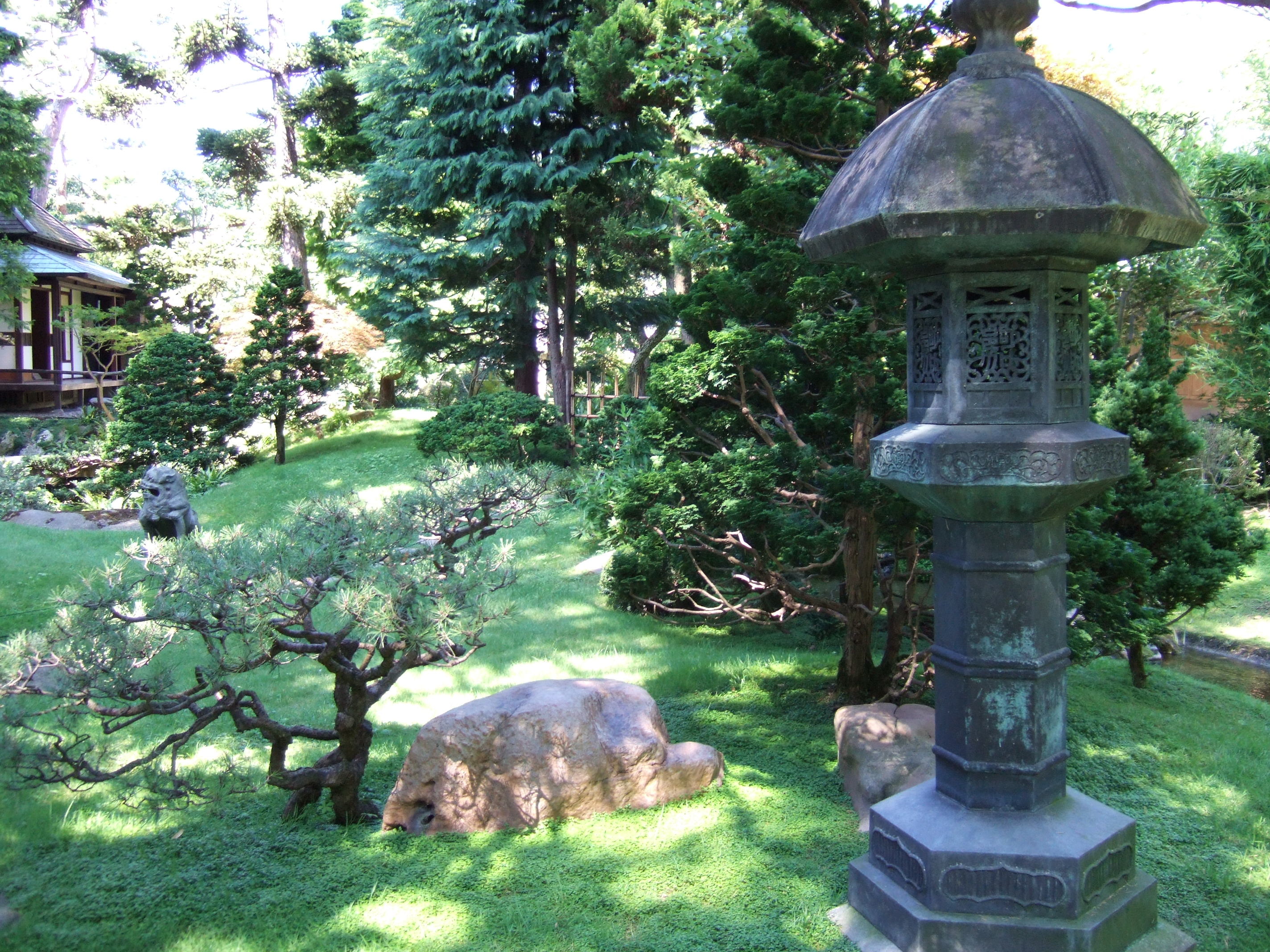
Jardins d'Albert Kahn, vue du jardin japonais.

En 1892, il loue un hôtel particulier au 6, quai du Quatre-Septembre, à Boulogne-sur-Seine. En 1895, il achète cette demeure et quatre parcelles de terrain, commençant ainsi l'aménagement de son jardin. Jusqu'en 1910, par étapes, il rachète, sur une vingtaine de parcelles, les maisons et les terrains qui jouxtent sa propriété, jusqu'à devenir propriétaire de quatre hectares de terrain. Soucieux de dialogue entre les peuples et les cultures, il fait aménager un jardin de scènes, jardin typique du XIXe siècle dont il ne reste que très peu d'exemplaires conservés (dont le jardin du bois des Moutiers à Varengeville-sur-Mer ou le jardin de la villa Ephrussi de Rothschild à Saint-Jean-Cap-Ferrat).
En 1895, Albert Kahn fait appel au célèbre paysagiste Achille Duchêne, qui conçoit un jardin français formant un salon de verdure devant les serres d'un jardin d'hiver. Le jardin français se prolonge vers la propriété d'Albert Kahn par un « verger ornemental » où se mêlent, sur des parterres géométriques séparés par des cloisons végétales, des arbres fruitiers et des rosiers anciens. Ce jardin central est bordé à l'est par un jardin anglais dont une partie des aménagements a aujourd'hui disparu (une laiterie au toit de chaume qui a brûlé en 1952 et une volière). Au sud du site, Kahn installe un jardin japonais, à l'instar de celui élaboré par Monsieur Hatta dans le parc du château de son illustre voisin, Edmond de Rothschild. Il est composé à l'époque de deux parties : un « village » d'une part, comportant deux maisons et un pavillon de thé ainsi qu'une pagode détruite en 1952 par la foudre ; un « sanctuaire » d'autre part, comportant alors la façade d'un temple shintô, deux torii, un sôrintô. Complètement modifié en 1990 par le paysagiste japonais Fumiaki Takano, il ne reste de cet ensemble que deux ponts de bois et une porte qui donne accès au verger du jardin français.
Au nord de cet ensemble, Albert Kahn fait planter trois « bois ornementaux », créations particulièrement rares dans l'art des jardins. La « forêt bleue » présente un ensemble d'arbres au feuillage bleuté (cèdres de l'Atlas et épicéas du Colorado) avec sous-bois d'azalées et de rhododendrons qui forment des taches colorées donnant à la composition un aspect pictural, en particulier autour de la scène de marais.
La « forêt dorée », d'aspect plus sauvage, présente un bois de bouleaux entre lesquels une prairie se développe l'été.
La forêt vosgienne, évocation autobiographique de l'enfance d'Albert Kahn, présente deux versants : un ensemble vallonné parsemé de blocs de granit planté d'épicéas et de sapins, évoquant le versant lorrain des Vosges, tandis qu'une combe hérissée de blocs de grès et plantée de pins reconstitue le versant alsacien des Vosges.
L'ensemble symbolise le monde en paix souhaité par Albert Kahn. De nombreux et prestigieux invités les parcourent pendant deux décennies, au premier rang desquels son ami le philosophe Henri Bergson, des artistes (Rodin, Colette, Manuel de Falla, Anatole France, Anna de Noailles, Thomas Mann, Rabindranath Tagore, etc.), des patrons d'industrie (Marcel Dassault, Antoine Lumière, André Michelin, etc.), des scientifiques (Jean Perrin, sir Jagadish Chunder Bose, Paul Appell, etc.), des féministes (Adrienne Avril de Sainte-Croix). Il ouvre aussi largement sa propriété et ses jardins du Cap Martin sur la Côte d'Azur, la Villa Zamir, qui offrait un témoignage raffiné de l’assimilation d’une implantation de masse de végétaux exotiques par l’art des jardins.

## Bourses de voyage
En 1896, Albert Kahn entreprend un voyage au Japon au cours duquel il retrouve l'ancien ambassadeur du Japon en France, le baron Motono Ichirō, et rencontre le comte Ōkuma Shigenobu, qui fut deux fois ministre. Reçu à l'université de Tokyo, il y connaît l'insigne honneur d'être gratifié d'un cadeau personnel remis de la part de l'Empereur, trois coupes d'or (décorées de bateaux ?, « Kahn » signifiant « barque » en allemand) correspondant à des armoiries. C'est à la suite de ce voyage qu'Albert Kahn commence l'aménagement du jardin japonais de sa propriété.
En 1898, son premier mécénat consiste en bourses de voyage « Autour du Monde »  à travers la Fondation Albert Kahn : une découverte des autres pays de plus d'un an offerte à de jeunes agrégés hommes et femmes, pour leur permettre d'enrichir leurs compétences et leur futur enseignement par la connaissance directe du monde. À partir de 1907, il étend cette libéralité à de jeunes diplômés du Japon, d'Allemagne, du Royaume-Uni, des États-Unis, de Russie. De fréquentes réunions des bénéficiaires ont lieu dans sa propriété de Boulogne, au cercle Autour du Monde. D'autres mécénats suivront tant qu'Albert Kahn en aura les moyens financiers.

## Les Archives de la Planète
Le 13 novembre 1908, Albert Kahn part de longs mois pour le Japon et la Chine, via les États-Unis, et fait prendre par son mécanicien-chauffeur, ingénieur de formation, Alfred Dutertre, plus de 4 000 clichés stéréoscopiques et images cinématographiques qui témoignent de son « voyage autour du monde ». Quelques mois après son retour, il repart pour deux mois en Amérique du Sud en 1909 où il visite l'Uruguay, l'Argentine, et le Brésil, sans doute avec un premier photographe professionnel recruté pour son projet de collection d'images, Auguste Léon, qui prend comme Dutertre des plaques stéréoscopiques noir et blanc, mais expérimente aussi la plaque autochrome 9 × 12 cm.
D'autres opérateurs professionnels sont ensuite recrutés et envoyés dans le monde et en France afin de photographier sur plaque autochrome (la couleur) et de filmer (le mouvement) pour témoigner « des aspects, des pratiques et des modes de l'activité humaine, dont la disparition fatale n'est plus qu'une question de temps ». Les plus prolifiques et aventuriers sont Stéphane Passet, Frédéric Gadmer, Lucien Le Saint, Paul Castelnau, Roger Dumas, etc. À partir de 1912, l'équipe est encadrée par le géographe Jean Brunhes, qui participe à certaines missions.
Entre 1909 et 1931, ce sont ainsi quelque 72 000 autochromes et une centaine d'heures de film qui seront rapportés d'une soixantaine de pays. De nombreux invités des jardins d'Albert Kahn sont aussi pris en portrait sur plaque autochrome (et ces images sont les seules en couleur de très nombreuses personnalités de l'entre-deux-guerres) et filmées.
Les Archives de la Planète sont le versant iconographique d'un vaste projet de documentation qui prendra d'autres formes (publications, centres de documentation, etc.) et dont le but est une meilleure connaissance des autres nations pour une meilleure entente, afin de prévenir des conflits meurtriers. Les images sont d'ailleurs projetées à cette fin aux invités, souvent prestigieux, d'Albert Kahn, venant du monde entier, ainsi que dans des structures d'enseignement supérieur.

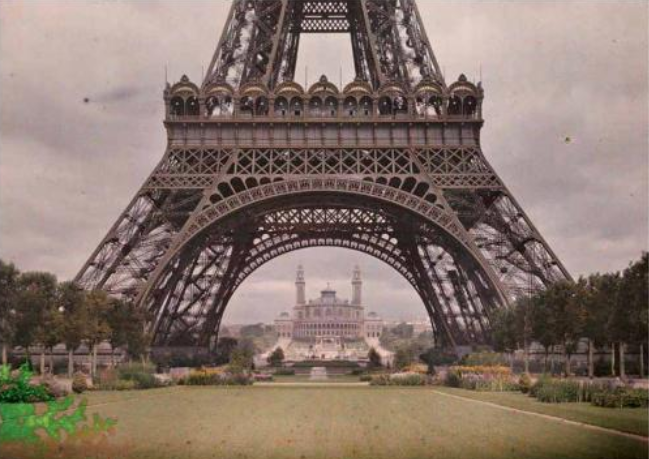
La tour Eiffel et le Trocadéro (1912).
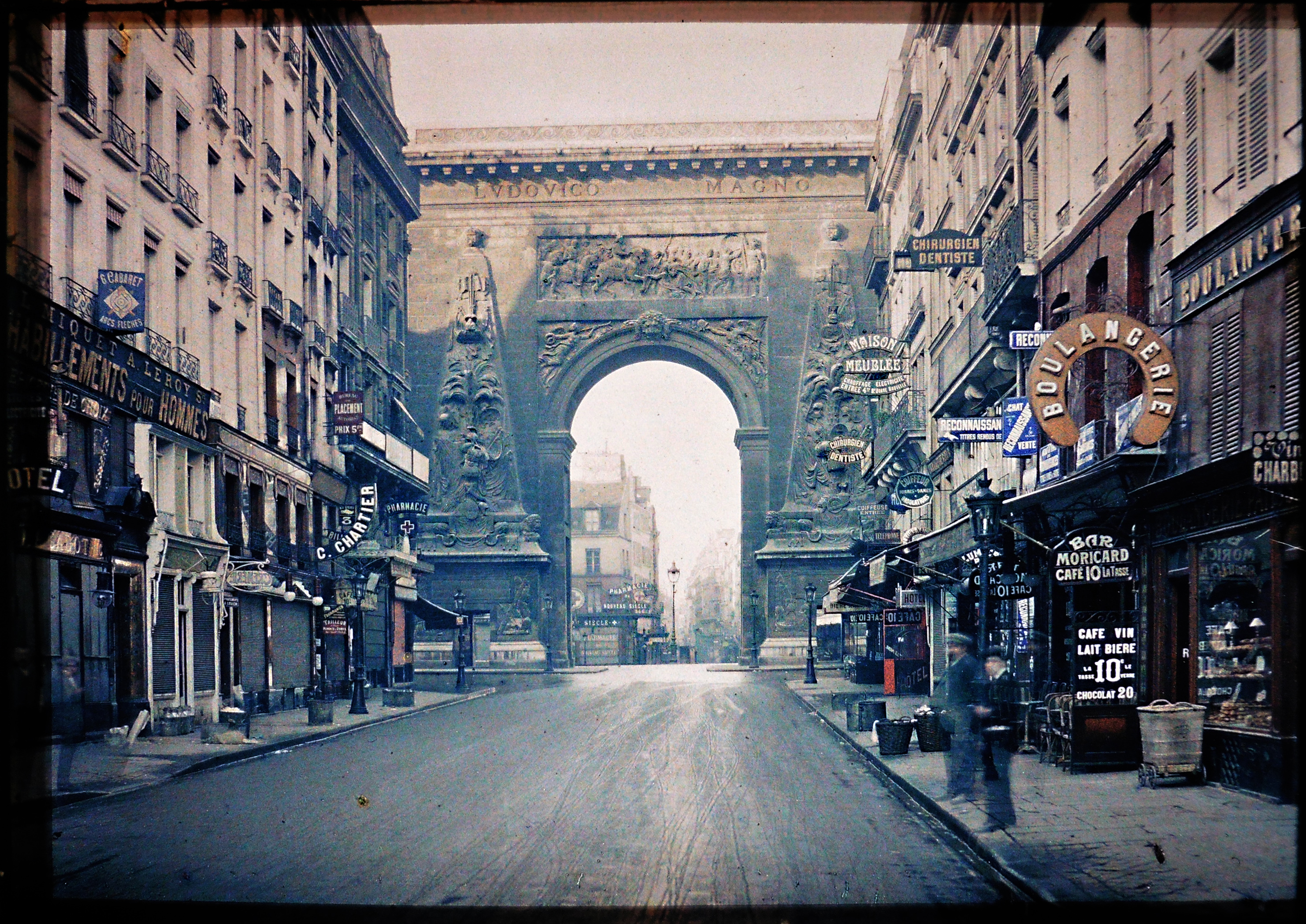
Porte Saint-Denis à Paris (1914).
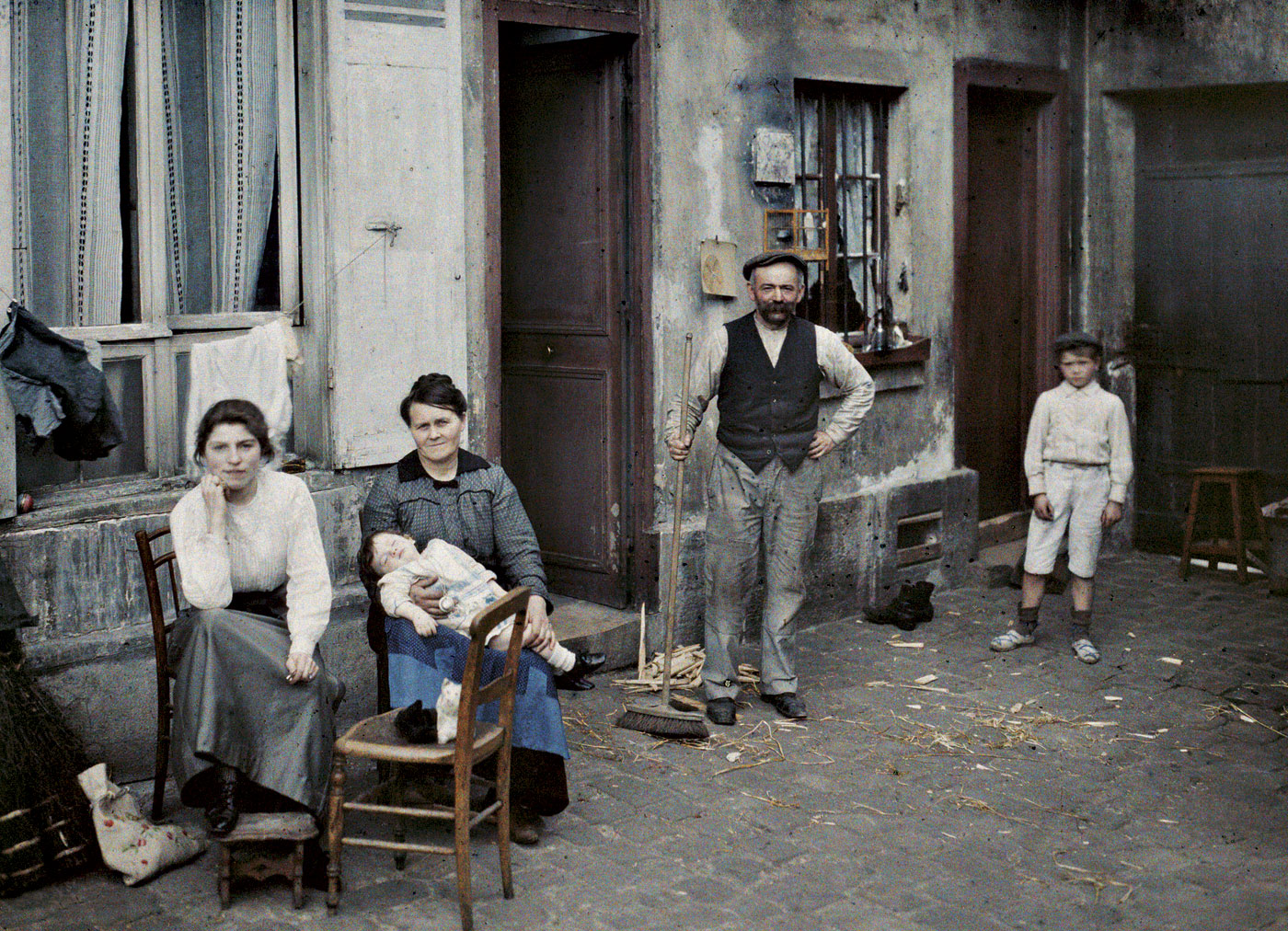
Portrait de famille (Paris, 1914).
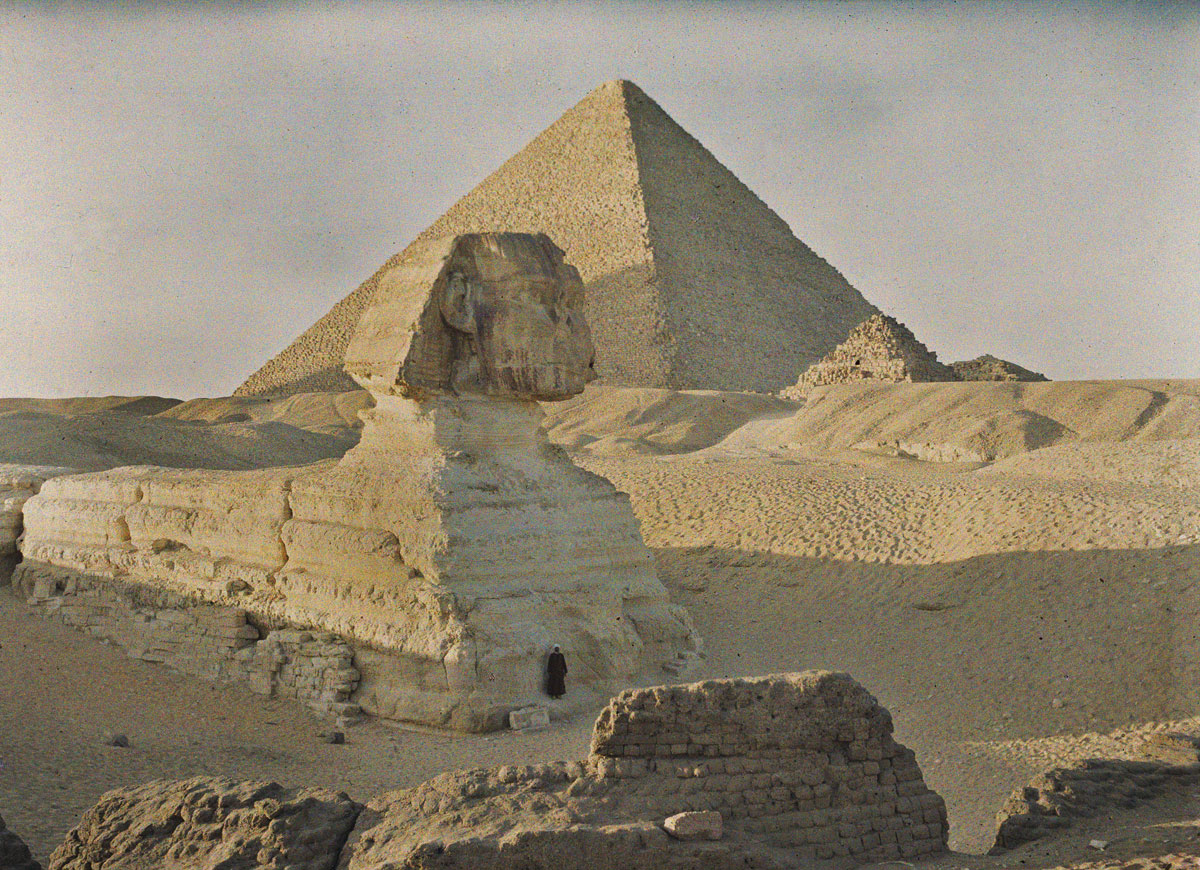
La pyramide de Gizeh et le Sphinx (1914).
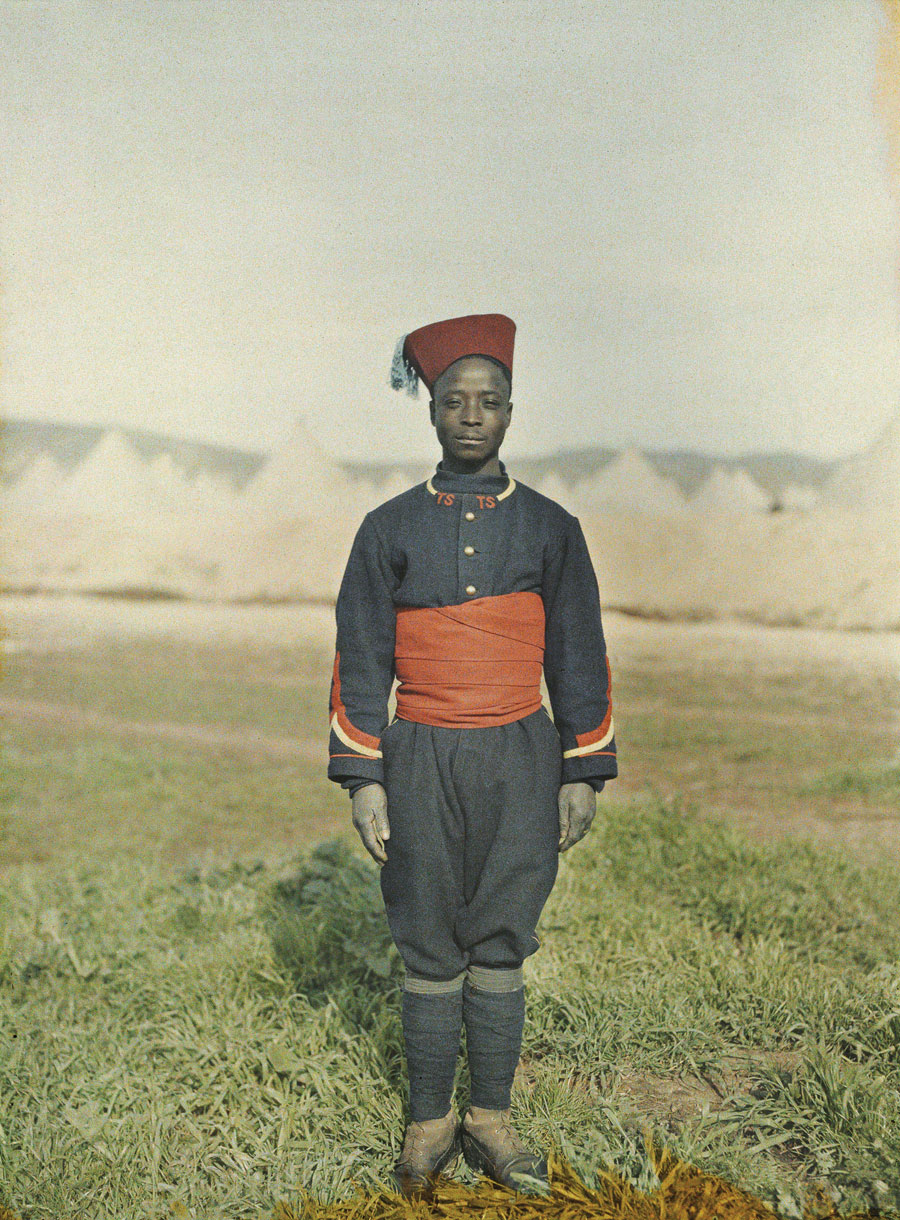
Tirailleur sénégalais (Fez, 1913).
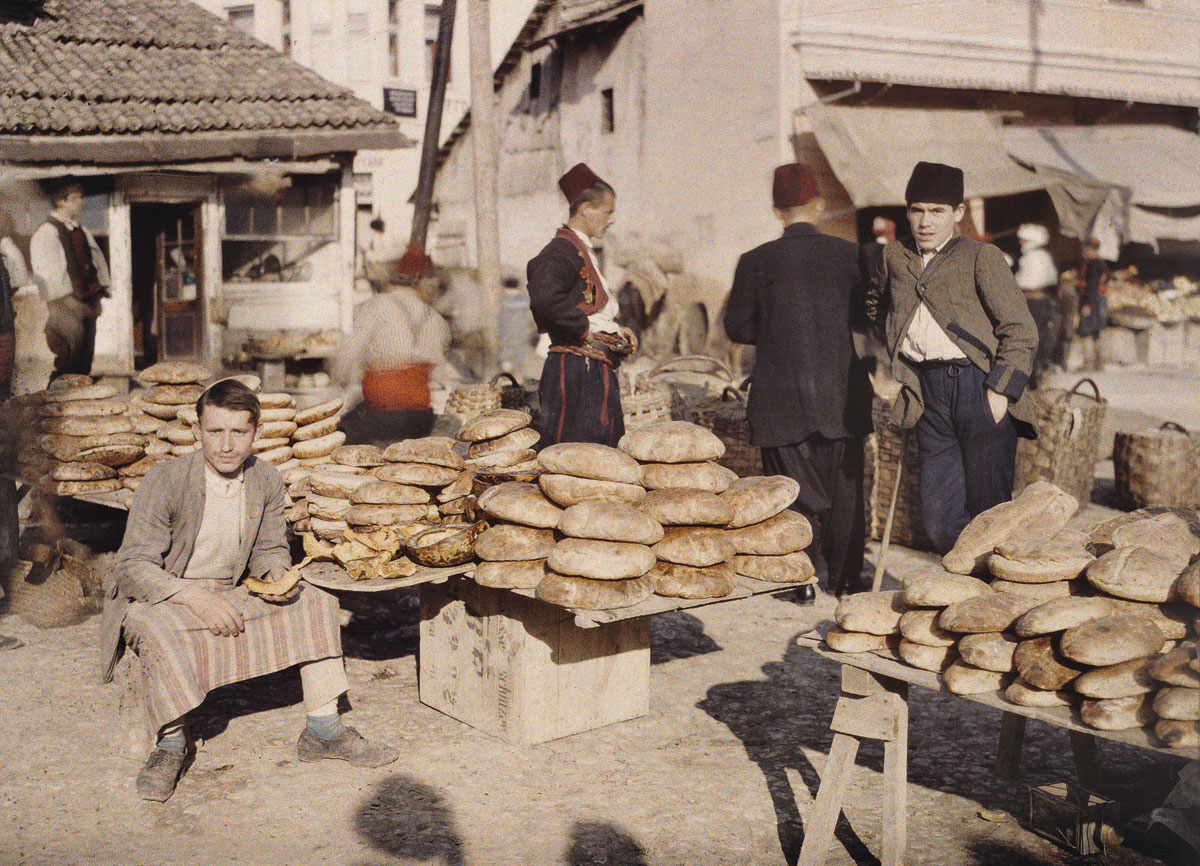
Au marché (Sarajevo, 1912).
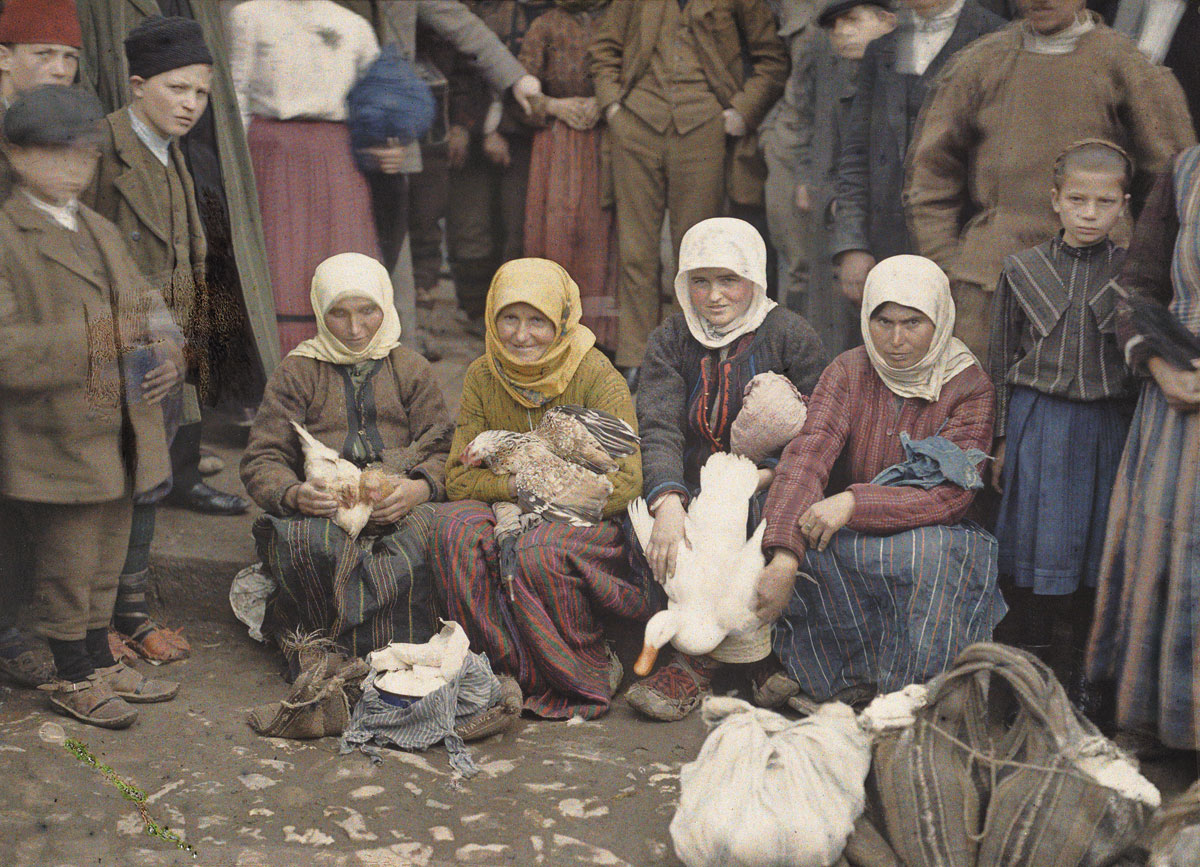
Scène de marché (Krusevac, Serbie, 1913).
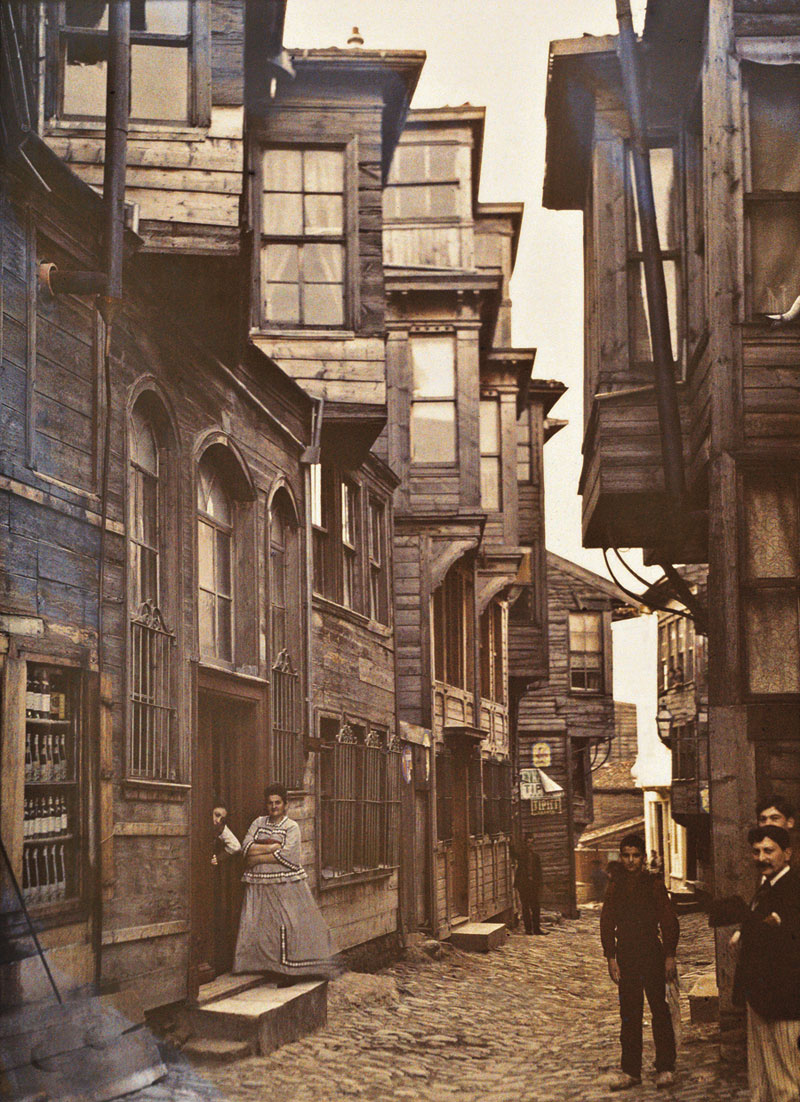
Maisons en bois à Beyoğlu (Constantinople, Empire ottoman, 1912).
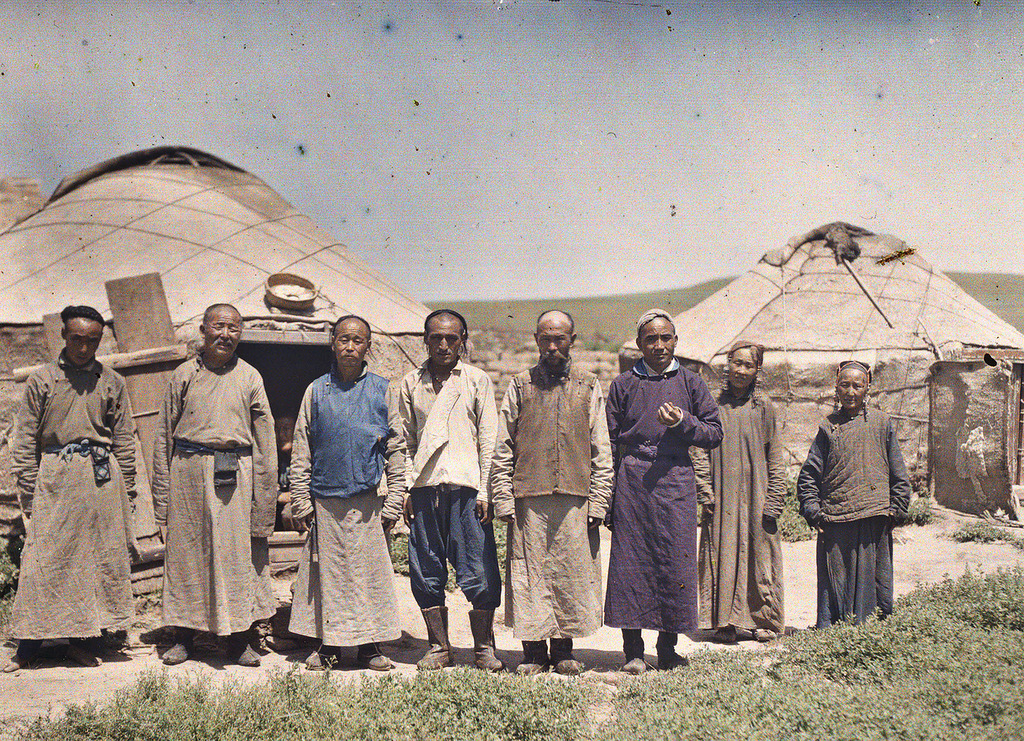
Mongolie (1912).
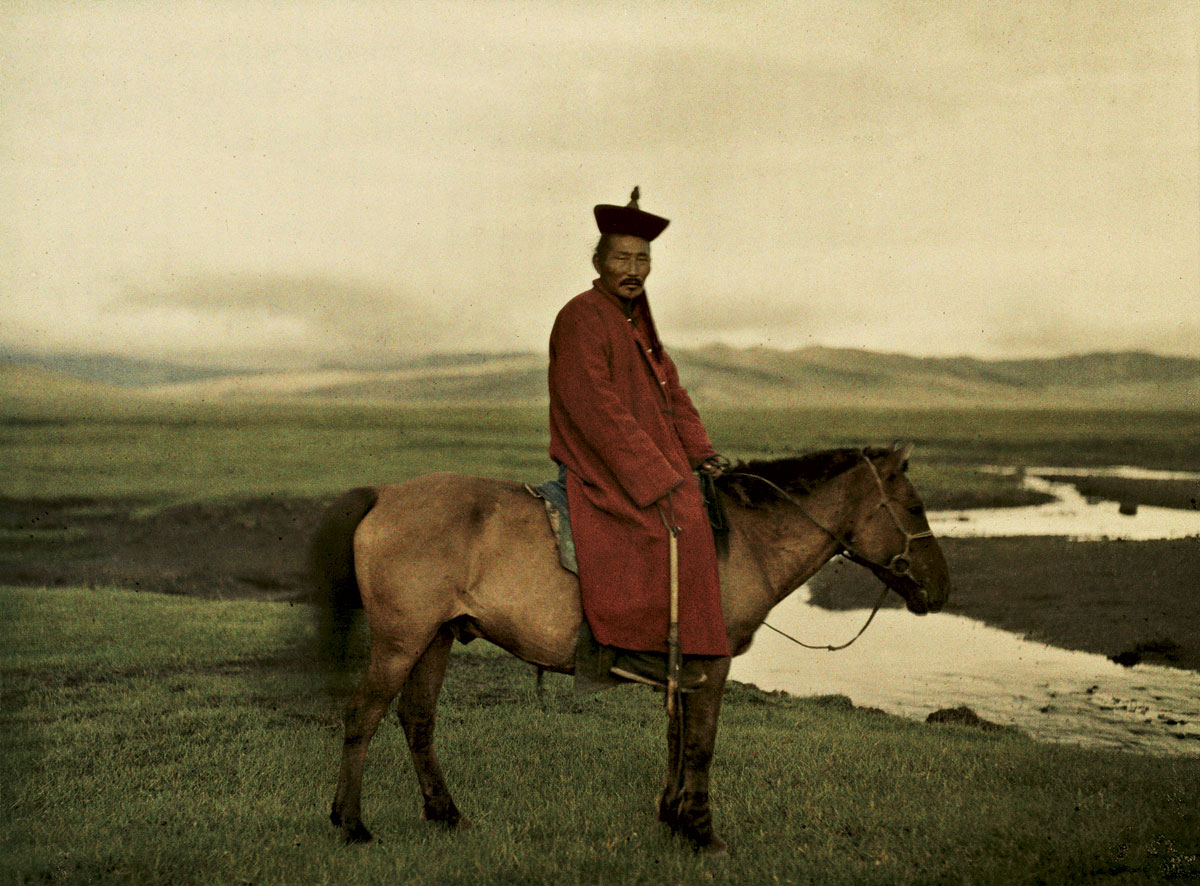
Lama (Mongolie, 1913).
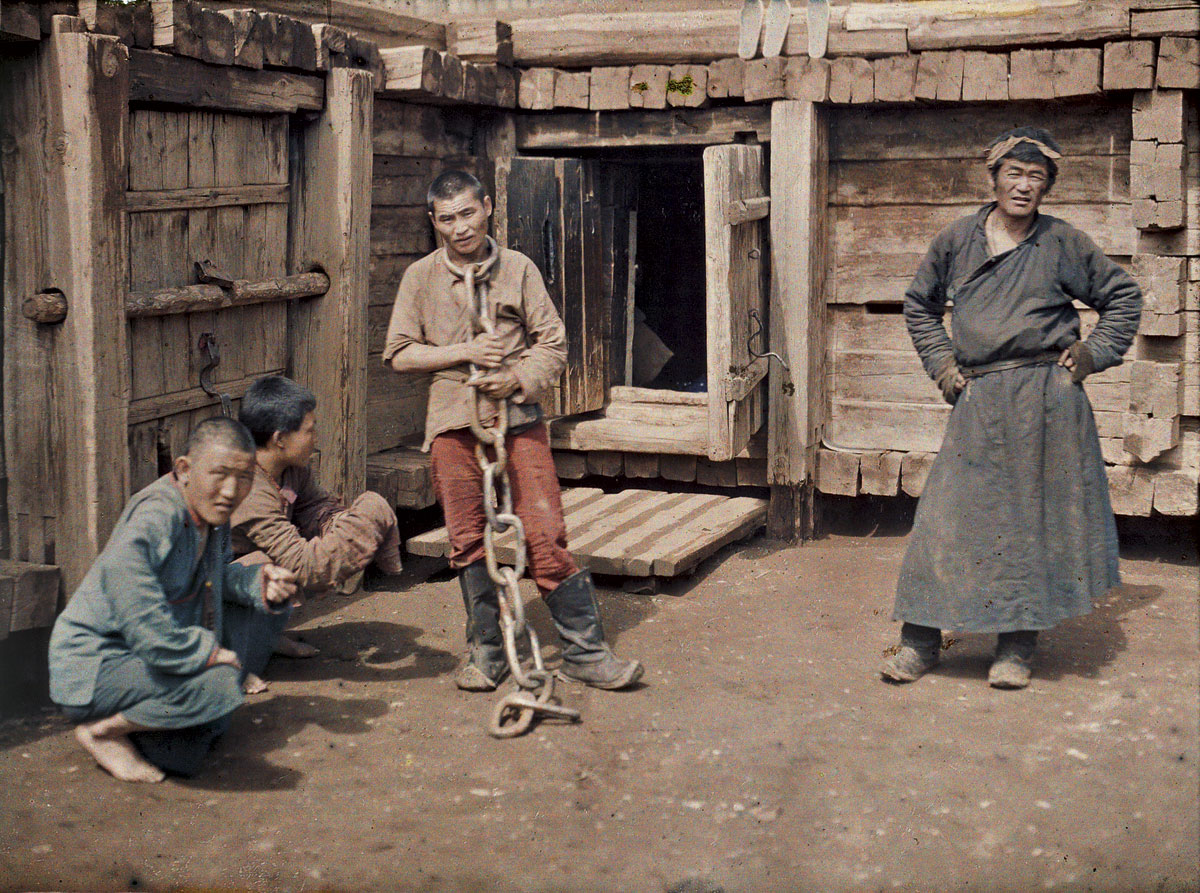
Condamné et gardien de prison à Oulan-Bator, en Mongolie (1913).
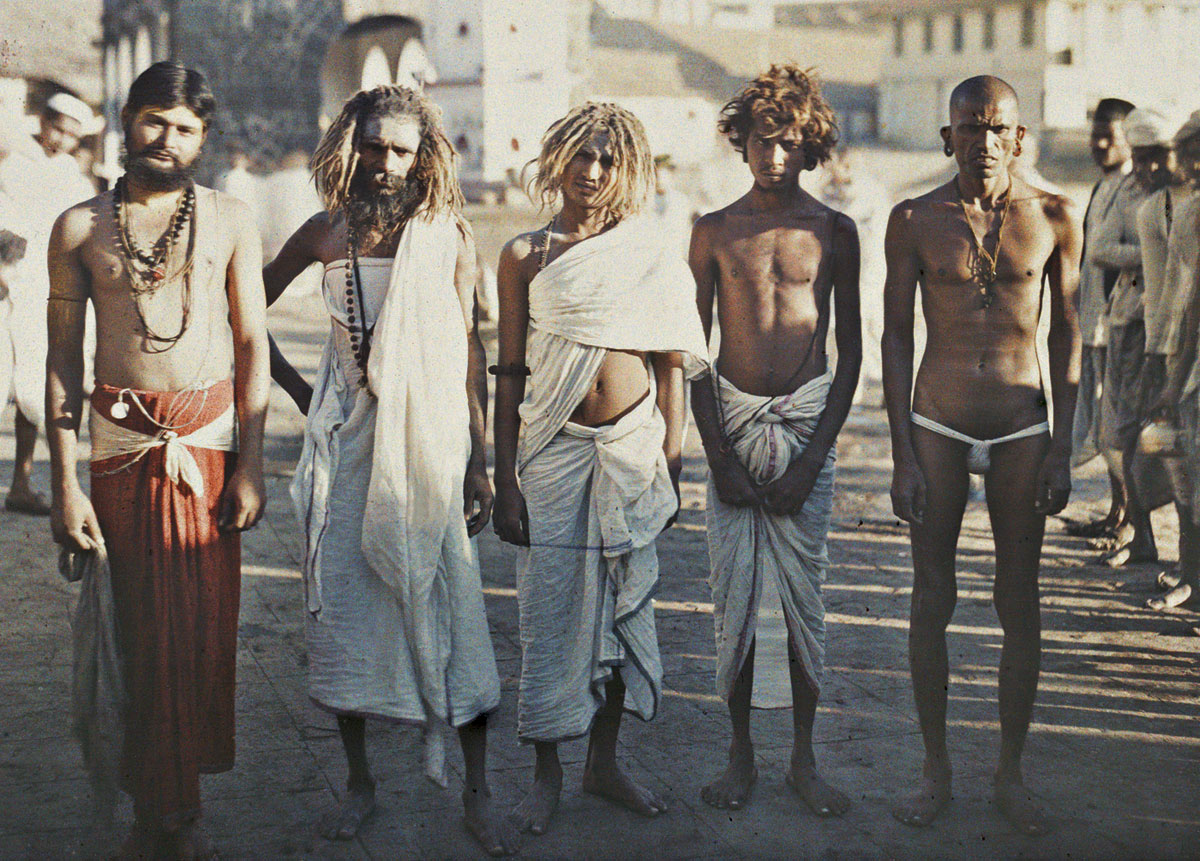
Sadhous (Bombay, 1913).
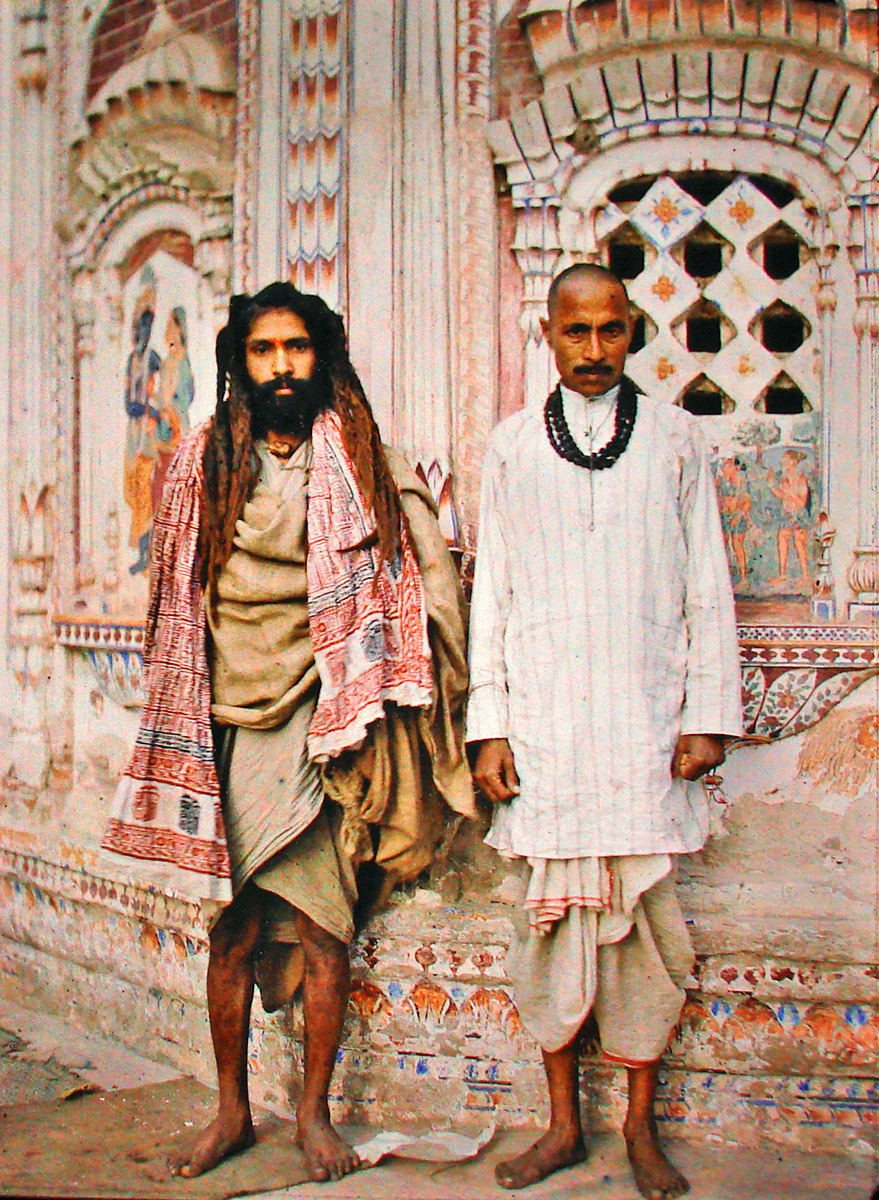
Un sadhou et un brahmane (Lahore en Inde britannique (ville aujourd'hui au Pakistan), 1914).
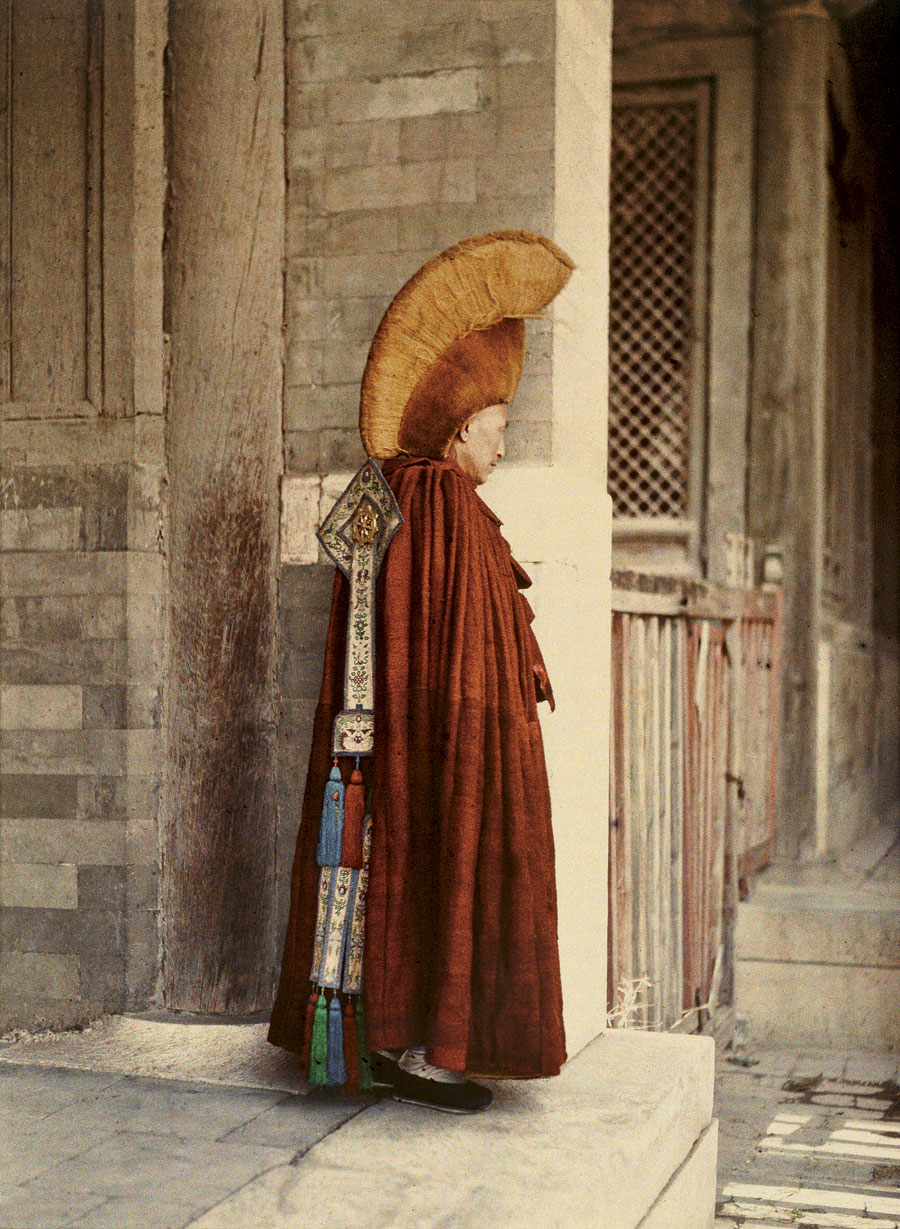
Lama bouddhiste (Pékin, Chine, 1913).

## Mécénats de l'enseignement supérieur et de la recherche scientifique
En 1912, Albert Kahn confie la direction scientifique des Archives de la Planète au géographe Jean Brunhes, auquel il permet aussi d'assurer un enseignement au Collège de France à la chaire de géographie humaine créée dans cet objectif,.
En 1916, il met en place le Comité national d'études sociales et politiques (CNESP), domicilié à l'École normale supérieure (ENS), qui organise des rencontres entre politiques et spécialistes de divers sujets d'actualité et édite 13 revues de presse. En 1920, il crée le Centre de documentation sociale de l'ENS (suivi par d'autres), qui vise à former les jeunes chercheurs en sciences économiques et sociales.
Il soutient aussi de son mécénat le Laboratoire de biologie et de cinématographie scientifique dirigé par le docteur Jean Comandon, abrité dans sa propriété de Boulogne.
Pour pérenniser ces diverses structures, il signe en 1929 avec l'université de Paris une convention qui crée une Centrale de recoordination.

## Pacifisme
Ami de l'Allemagne, mais marqué par la guerre de 1870, Albert Kahn est très engagé dans le dialogue international et la paix.
Affecté par la tragédie de la Première Guerre mondiale, il crée avec Paul Appell le Secours national, œuvre caritative nationale destinée à aider les populations civiles. Il fait largement couvrir par ses opérateurs photographiques les dégâts de la guerre.
Après la victoire, il n'aura de cesse que de soutenir par de multiples actions la recherche de la paix.
Dans ses jardins de Boulogne, il reçoit de nombreux diplomates, notamment les délégués de la conférence de la Paix en 1920.
Il entretient avant et après la guerre une amitié durable avec l'ambassadeur Wilhelm von Schoen et sa famille.

## Crise des années 1930
La crise économique des années 1930 met fin aux activités bancaires et donc philanthropiques d'Albert Kahn, qui est visé entre 1932 et 1934 par plusieurs saisies.
Les dernières bourses de voyage sont octroyées en 1930.
Les Archives de la Planète cessent en 1931, même si un dernier reportage à Paris est effectué en 1932 et des invités pris en portrait jusqu'en 1935.
Le CNESP cesse ses activités, ainsi que le Centre de documentation sociale. Les collections d'imprimés (300 000 pages) sont transférées à la bibliothèque - musée de la Guerre à Vincennes, qui deviendra la BDIC (Bibliothèque de documentation internationale contemporaine), située sur le campus de l'université de Nanterre.
Sous la pression d'amis et de soutiens politiques, les jardins et les collections d'images sont rachetés en 1936 par le département de la Seine, qui laisse au mécène ruiné et septuagénaire la jouissance de sa maison. Les jardins sont ouverts au public en 1937, à l'occasion de l'Exposition internationale, après remise en état par le service des Eaux et forêts.
Un ancien photographe travaillant pour le compte de Kahn, Georges Chevalier, est réembauché par le département de la Seine pour veiller sur le fonds iconographique.
Albert Kahn meurt le 14 novembre 1940 à l'âge de 80 ans dans sa propriété de Boulogne au lendemain de la défaite française. Il venait de se faire recenser comme Juif, suivant le statut récemment promulgué. En conséquence, il est inhumé sans cérémonie dans une fosse commune au cimetière Pierre-Grenier dit nouveau cimetière de Boulogne, avant d'être transféré dans une sépulture individuelle située dans la 2e division.

## Après la mort de Kahn
Pendant l'occupation allemande, les collections d'images n'intéressent pas l'occupant.
Seules les archives de la société Autour du Monde, association pacifiste, sont confisquées (et seront restituées en 2001).
En 1968, le département des Hauts-de-Seine devient propriétaire des jardins et des collections du musée par transfert des biens du département de la Seine.
Jeanne Beausoleil succède en avril 1974 à Marguerite Magné de Lalonde, collaboratrice de Georges Chevalier depuis 1936, puis seule responsable des Collections Kahn depuis la retraite de celui-ci en 1949. Grâce au soutien du conseil général des Hauts-de-Seine, elle obtient les moyens de constituer sa propre équipe de chercheurs et de techniciens. Une action documentaire d'envergure est menée ainsi que la sauvegarde matérielle des collections. Cette action lui vaut d'être nommée conservateur territorial du patrimoine puis conservateur en chef. L'action qu'elle mène porte à la connaissance du public les divers aspects de l'œuvre d'Albert Kahn en créant des expositions thématiques permanentes et temporaires, en France et à l'étranger, et la publication de nombreux ouvrages. En collaboration étroite avec la direction des jardins du département, les diverses parties du jardin sont restaurées à l'identique (sauf une partie du jardin japonais, confiée à un paysagiste nippon).
En 1986, les jardins et collections acquièrent le statut de Musée de France. En 1990, une galerie d'exposition de 650 m2 est ouverte sur le site. L'ensemble est rénové entre 2016 et 2022. Les collections des Archives de la Planète sont inscrites au Registre international Mémoire du monde par l'Unesco en 2025.

### Audiovisuel
- Albert Kann, reflets d'un monde disparu. Film documentaire de 53 min, 2016, réalisé par Augustin Viatte[15].
- L'insaisissable Albert Kahn. Film documentaire de 52 min réalisé par Robin Hunzinger (2010). Coproduction Bix Films, France Télévisions, avec le soutien du CNC, Procirep/Angoa, CUS, Région Alsace.
- Le Voyage d'Albert Kahn. Film documentaire de 52 min, 2006, réalisé par Mehdi Lallaoui [voir en ligne].
- Albert Kahn à Boulogne-Billancourt. Film documentaire de Laure Delaleix, 2009[16]. Collection Un lieu un destin (Dép. des Hauts-de-Seine/SFP)).
- Interview de Jeanne Beausoleil à l'occasion de la réouverture du Musée après deux années de rénovation. (1990) Production France Régions Paris.
- Le monde d’Albert Kahn. Série documentaire en 9 épisodes de 43 min, 2007, réalisé par David Okuefuna et produite par la BBC[17],[18].

#### Bases de données et dictionnaires
- Site officiel
- Ressources relatives aux beaux-arts :   - AGORHA
  - Musée d'Orsay
  - RKDartists
  - Union List of Artist Names
- Ressource relative à la santé :   - Bibliothèque interuniversitaire de santé
- Notices dans des dictionnaires ou encyclopédies généralistes :   - Deutsche Biographie
  - Store norske leksikon
- Notices d'autorité :   - VIAF
  - ISNI
  - BnF (données)
  - IdRef
  - LCCN
  - GND
  - Italie
  - Japon
  - Pays-Bas
  - Pologne
  - Israël
  - NUKAT
  - Suède
  - Australie
  - Norvège
  - Lettonie
  - Grèce